# Thressa signifera
Thressa signifera är en tvåvingeart som beskrevs av Walker 1860. Thressa signifera ingår i släktet Thressa och familjen fritflugor. Inga underarter finns listade i Catalogue of Life.